# AU-atleet van het jaar
AU-atleet van het jaar (tot 2007: KNAU-atleet van het jaar) is een onderscheiding die jaarlijks wordt uitgereikt aan de beste Nederlandse atleet en beste Nederlandse atlete. Alle leden van de Atletiekunie kunnen hun voorkeur via de post of het internet duidelijk maken uit een voorselectie, die is gemaakt door de hoofdcoaches van de Atletiekunie en een afvaardiging van sportjournalisten.
De uitslag wordt begin januari van het volgende jaar bekend door de Atletiekunie en de prijsuitreiking vindt plaats tijdens de nieuwjaarsbijeenkomst van de Atletiekunie.
Meerkampster/sprintster Dafne Schippers is met zeven achtereenvolgende KNAU-onderscheidingen verreweg de meest gelauwerde atlete ooit. De tot Nederlandse genaturaliseerde Lornah Kiplagat werd viermaal verkozen tot AU-atlete van het jaar, evenals de middellange- en langeafstandsloopster Sifan Hassan (van Ethiopische komaf). De atleten Jos Hermens, Bert van Vlaanderen en Kamiel Maase, allen gespecialiseerd op de lange afstand, de middellangeafstandsloopsters Gerda Kraan, Ilja Keizer-Laman en Elly van Hulst, de discuswerpers Ria Stalman en Erik de Bruin en de meerkampers Sylvia Barlag en Eelco Sintnicolaas wonnen de prijs elk driemaal. 

## Geschiedenis
In 1933 heette de prijs Sauer-beker en werd uitgereikt aan de beste Nederlandse atleet of atlete van dat jaar. Fanny Blankers-Koen was de enige die deze beker driemaal ontving. Door het laakbare gedrag van Sauer tijdens de Tweede Wereldoorlog werd de prijs in 1946 omgedoopt tot KNAU-beker. 
Senioren
Bij de mannen werd de prijs vanaf 1959 de Herman van Leeuwen Beker genoemd, welke tussen 1927 en 1950 al eerder werd uitgereikt, maar dan aan de club die het beste totaalresultaat had behaald op drie estafettes bij de nationale kampioenschappen. Sedert 1993 heet deze prestatieprijs Atleet van het jaar.
Bij de dames bleef de prijs KNAU-beker en later Atletiekunie Beker heten tot in 1993; sindsdien heet de prestatieprijs Atlete van het jaar.
Junioren
Voor de jongens junioren was de Albert Spree Beker ingesteld in 1951, een wisselprijs.
Voor de meisjes junioren was de Fanny Blankers-Koen plaquette ingesteld in 1959, eveneens een wisselprijs. Tegenwoordig heten beide prestatieprijzen Talent van het jaar.
Daarnaast is in 2004 de Joke van Rijswijk-prijs ingesteld voor atleten met een lichamelijke of verstandelijke beperking (of ook voor organisaties met verdiensten op het gebied van ontwikkeling van atletiek voor zulke atleten). Dé Jeugdprijs wordt sedert 2008 toegekend aan de atletiekvereniging met de meest verdienstelijke jeugdwerking.

## Winnaars
Sauer-beker
| Jaar | Atleet of Atlete      |
| ---- | --------------------- |
| 1933 | Tinus Osendarp        |
| 1934 | niet uitgereikt       |
| 1935 | niet uitgereikt       |
| 1936 | Wil van Beveren       |
| 1937 | Fanny Koen            |
| 1938 | Nel van Balen Blanken |
| 1939 | Jan Brasser           |
| 1940 | Fanny Blankers-Koen   |
| 1941 | Wim Peters            |
| 1942 | Chris Berger          |
| 1943 | Fanny Blankers-Koen   |
| 1944 | niet uitgereikt       |
| 1945 | niet uitgereikt       |

KNAU-beker
| Jaar | Atleet of Atlete    |
| ---- | ------------------- |
| 1946 | vrouwen estafette   |
| 1947 | Jef Lataster        |
| 1948 | Frits de Ruijter    |
| 1949 | Joop Overdijk       |
| 1950 | Wim Slijkhuis       |
| 1951 | Nico Lutkeveld      |
| 1952 | Puck Brouwer        |
| 1953 | Wil Lust            |
| 1954 | Janus van der Zande |
| 1955 | Cor Aafjes          |
| 1956 | Frans Künen         |
| 1957 | Hannie Bloemhof     |
| 1958 | Dini Hobers         |

Atleet/atlete van het jaar
Voorheen Atletiekunie Beker voor dames senioren (wisselprijs), ingesteld in 1993 en de Herman van Leeuwen Beker voor heren senioren (wisselprijs), ingesteld in 1959. Vanaf 2018 wordt de atlete/atleet van het jaar onderscheiden.
| Jaar | Atleet              | Atlete                        |
| ---- | ------------------- | ----------------------------- |
| 1959 | Eef Kamerbeek       | Gerda Kraan                   |
| 1960 | Eef Kamerbeek       | Joke Bijleveld                |
| 1961 | Cees Koch           | Gerda Kraan                   |
| 1962 | Cees Koch           | Gerda Kraan                   |
| 1963 | Henk Evers          | Lia Hinten                    |
| 1964 | Frans Luitjes       | Tilly van der Zwaard          |
| 1965 | Fred van Herpen     | Ilja Laman en Hilda van Doorn |
| 1966 | Leo de Winter       | Corrie Bakker                 |
| 1967 | Piet Olofsen        | Mia Gommers                   |
| 1968 | Ed de Noorlander    | Mia Gommers                   |
| 1969 | Ben Lesterhuis      | Wilma van den Berg            |
| 1970 | Bram Wassenaar      | Ilja Keizer-Laman             |
| 1971 | Egbert Nijstad      | Els van Noorduyn              |
| 1972 | Jos Hermens         | Ilja Keizer-Laman             |
| 1973 | Haico Scharn        | Mieke Sterk                   |
| 1974 | Jos Hermens         | Ciska Jansen                  |
| 1975 | Jos Hermens         | Mieke van Doorn               |
| 1976 | Ruud Wielart        | Ria Stalman                   |
| 1977 | Ruud Wielart        | Mirjam van Laar               |
| 1978 | Gerard Tebroke      | Sylvia Barlag                 |
| 1979 | Harry Schulting     | Sylvia Barlag                 |
| 1980 | Gerard Nijboer      | Sylvia Barlag                 |
| 1981 | Hans Koeleman       | Els Vader                     |
| 1982 | Gerard Nijboer      | Carla Beurskens               |
| 1983 | Rob Druppers        | Ria Stalman                   |
| 1984 | Erik de Bruin       | Ria Stalman                   |
| 1985 | Rob Druppers        | Carla Beurskens               |
| 1986 | Han Kulker          | Nelli Cooman                  |
| 1987 | Han Kulker          | Elly van Hulst                |
| 1988 | Robert de Wit       | Elly van Hulst                |
| 1989 | Emiel Mellaard      | Elly van Hulst                |
| 1990 | Erik de Bruin       | Ellen van Langen              |
| 1991 | Erik de Bruin       | Letitia Vriesde               |
| 1992 | Robert de Wit       | Ellen van Langen              |
| 1993 | Bert van Vlaanderen | niet uitgereikt               |
| 1994 | Bert van Vlaanderen | Nelli Cooman                  |
| 1995 | Bert van Vlaanderen | Sharon Jaklofsky              |
| 1996 | Marko Koers         | Sharon Jaklofsky              |
| 1997 | Marko Koers         | Corrie de Bruin               |
| 1998 | Robin Korving       | Corrie de Bruin               |
| 1999 | Kamiel Maase        | Lieja Koeman                  |
| 2000 | Simon Vroemen       | Lieja Koeman                  |
| 2001 | Kamiel Maase        | Letitia Vriesde               |
| 2002 | Simon Vroemen       | Jacqueline Poelman            |
| 2003 | Kamiel Maase        | Lornah Kiplagat               |
| 2004 | Chiel Warners       | Karin Ruckstuhl               |
| 2005 | Rens Blom           | Lornah Kiplagat               |
| 2006 | Bram Som            | Karin Ruckstuhl               |
| 2007 | Rutger Smith        | Lornah Kiplagat               |
| 2008 | Rutger Smith        | Lornah Kiplagat               |
| 2009 | Martijn Nuijens     | Jolanda Keizer                |
| 2010 | Eelco Sintnicolaas  | Yvonne Hak                    |
| 2011 | Eelco Sintnicolaas  | Dafne Schippers               |
| 2012 | Churandy Martina    | Dafne Schippers               |
| 2013 | Ignisious Gaisah    | Dafne Schippers               |
| 2014 | Eelco Sintnicolaas  | Dafne Schippers               |
| 2015 | Liemarvin Bonevacia | Dafne Schippers               |
| 2016 | Churandy Martina    | Dafne Schippers               |
| 2017 | Menno Vloon         | Dafne Schippers               |
| 2018 | Sifan Hassan        | Sifan Hassan                  |
| 2019 | Sifan Hassan        | Sifan Hassan                  |
| 2020 | -                   | -                             |
| 2021 | Sifan Hassan        | Sifan Hassan                  |
| 2022 | Femke Bol           | Femke Bol                     |
| 2023 | Femke Bol           | Femke Bol                     |
| 2024 | Sifan Hassan        | Sifan Hassan                  |